# Rezerwat przyrody Torfowisko Karaska
Rezerwat przyrody Torfowisko Karaska – torfowiskowy rezerwat przyrody utworzony w 2001 r. na terenie gminy Kadzidło (powiat ostrołęcki, województwo mazowieckie). Zajmuje powierzchnię 402,69 ha.
Celem ochrony, według obowiązującego aktu prawnego, jest „torfowisko wysokie z typowo wykształconą florą i charakterystyczną fauną”. Teren dawniej zwany bagnem Karaska, obfituje w zasoby bursztynu.
Rezerwat chroni fragment jednego z największych torfowisk wysokich w Polsce (największego na Mazowszu). Torfowisku towarzyszą bory bagienne o różnym stopniu wykształcenia. Z roślin chronionych występują tu m.in.: rosiczka okrągłolistna, turzyca strunowa i bagienna, torfowiec czerwony.
Z cenniejszych chronionych ptaków występują tu m.in.: bekas kszyk, żuraw, derkacz, pustułka, cietrzew.
Rezerwat graniczy ze znajdującą się na południowy zachód kopalnią torfu Karaska. Leży na terenie Nadleśnictwa Myszyniec. Wchodzi w skład obszaru siedliskowego sieci Natura 2000 „Bory bagienne i torfowiska Karaska” PLH140046.
Na mocy planu ochrony ustanowionego w 2018 roku, obszar rezerwatu objęty jest ochroną czynną. Nadzór nad rezerwatem sprawuje zastępca Regionalnego Dyrektora Ochrony Środowiska w Warszawie – Regionalny Konserwator Przyrody.
Rezerwat nie jest udostępniony dla ruchu turystycznego.